# Encruphion sericina
Encruphion sericina är en fjärilsart som beskrevs av George Francis Hampson 1926. Encruphion sericina ingår i släktet Encruphion och familjen nattflyn. Inga underarter finns listade i Catalogue of Life.